# 道奇森特 (明尼蘇達州)
道奇森特（英語：Dodge Center）是一個位於美國明尼蘇達州道奇縣的城市。

## 人口
根據2020年美國人口普查的數據，道奇森特的面積為6.25平方千米，當中陸地面積為6.25平方千米，而水域面積為0.00平方千米。當地共有人口2844人，而人口密度為每平方千米455人。